# Colletes brethesi
Colletes brethesi is een vliesvleugelig insect uit de familie Colletidae. De wetenschappelijke naam van de soort is voor het eerst geldig gepubliceerd in 1912 door Jörgensen.